# Zeche Rönsberghof
Die Zeche Rönsberghof war ein Bergwerk in Duisburg-Beeck.
Der Schacht wurde im Jahr 1909 abgeteuft. Zunächst war er als Wetterschacht für die Zechen Friedrich Thyssen 3/7 und 4/8 gedacht. Im Jahr 1915 begann man dann aber mit der Kohleförderung. Im ersten Jahr förderte man mit 660 Beschäftigten über 250.000 Tonnen Kohle. 1925 wurde mit ca. 326.000 Tonnen (1470 Beschäftigte) die höchste Jahresförderung der Zeche erreicht. 1926 wurde das Bergwerk der Zeche Westende zugeteilt, 1930 wurde die Seilfahrt im Schacht stillgelegt.